# Майга, Мамаду
Мамаду Майга (фр. Mamadou Maiga, род. 10 февраля 1995, Бамако) — малийский и российский футболист, опорный полузащитник клуба «Пари Нижний Новгород».

## Биография
Родился 10 февраля 1995 года в столице Мали — городе Бамако. Карьеру начал в местной команде «Жанна д’Арк». В 2016 году подписал контракт с белорусским клубом «Нафтан», однако успев провести лишь 2 контрольных матча, был вынужден покинуть коллектив из-за смены руководства. Затем переехал в Россию, выступал в составе любительской московской команды «Борадигях» (Кунцево), параллельно работая продавцом сигарет и курьером.
В 2020 году находился на просмотре во владивостокском «Луче», однако не сумел подписать контракт ввиду серьёзных финансовых проблем клуба. Зимой того же года привлек внимание клуба ПФЛ «Велес», однако не подписал соглашение с коллективом из-за запрета на легионеров в первенстве ПФЛ. Играл за команду «Борадигях», участвовавшую в любительском первенстве Москвы в Дивизионе «Б».
В июле 2020 года, с выходом «Велеса» в ФНЛ, подписал контракт с командой, став первым малийским игроком в истории лиги. За этот период игрок провёл в клубе в первенстве и кубке 65 матчей, забив 1 гол и сделав шесть голевых передач. Дебютировал за клуб 8 августа 2021 года в матче против самарских «Крыльев Советов» (3:1)
В 2021 году появилась информация о возможном трансфере Майга в ЦСКА, которая, однако, не подтвердилась.
30 июня 2022 года перешёл в клуб Премьер-лиги «Пари Нижний Новгород». 17 июля 2022 года дебютировал за команду в матче против московского «Локомотива» (1:1). Дебютный гол за нижегородцев забил 2 октября 2022 года в домашнем матче 11 -го тура чемпионата России против московского «Спартака» (1:2), отличившись на 37-й минуте встречи.
Перед началом сезона 2025/2026 Майга был назначен капитаном «Пари Нижний Новгород».

## Карьера в сборной
Майга впервые был вызван в основную сборную Мали в марте 2024 года на товарищеские матчи против Мавритании и Нигерии.

## Личная жизнь
В Москве футболист познакомился с русской девушкой, имеет сына Али. В ноябре 2021 года получил российское гражданство.